# Radium, Kansas
Radium är en ort i Stafford County i Kansas. Vid 2010 års folkräkning hade Radium 25 invånare.